# Джонни Шторм (киноперсонаж, 2015)
Джо́натан «Джо́нни» Шторм (англ. Jonathan "Johnny" Storm) — персонаж супергеройского фильма «Фантастическая четвёрка» Джоша Транка от студии 20th Century Fox, основанный на одноимённом супергерое Marvel Comics, созданном сценаристом Стэном Ли и художником Джеком Кирби. Роль Шторма исполнил Майкл Б. Джордан.
Джонни — сын гениального учёного доктора Франклина Шторма и сводный брат одарённой студентки института для одарённых подростков Фонда Бакстера Сьюзан Шторм. Лишённый тяги к науке, свойственной его отцу и сестре, Джонни, тем не менее, был талантливым механиком и имел склонность к уличным гонкам. После аварии был вынужден участвовать в эксперименте по созданию врат в другое измерение, где получил сверхчеловеческие способности, позволяющие манипулировать огнём и левитировать.
Джордан был удостоен смешанных отзывов критиков и фанатов Marvel за своё исполнение роли Человека-факела. В частности многие поклонники персонажа были недовольны изменением его расы.

## Создание образа

### Первое появление персонажа
Созданный сценаристом Стэном Ли и художником Джеком Кирби, Джонни Шторм задумывался как переосмысление оригинального персонажа Карла Бургоса, носившего имя Человек-факел, разработанного для Timely Comics в 1939 году. Шторм дебютировал в The Fantastic Four #1 (Ноябрь, 1961), выступая в качестве члена-основателя первой супергеройской команды Marvel Фантастической четвёрки. В изложении синопсиса для первого выпуска серии Ли передал Кирби, что в соответствии с Кодексом издателей комиксов Человек-факел мог сжигать только предметы, но никак не людей. В течение долгих лет публикации комикса Джонни Шторм, будучи младшим братом Сьюзан Шторм, известной как Невидимая девушка, был главным возмутителем спокойствия в команде.
Первое появление Джонни Шторма в кино состоялось в так и не вышедшем фильме «Фантастическая четвёрка» Роджера Кормана, где его сыграл Джей Андервуд. В дилогии Тима Стори роль Человека-факела исполнил Крис Эванс.

### Кастинг и исполнение
19 февраля 2014 года 20th Century Fox официально анонсировала, что Человека-факела сыграет Майкл Б. Джордан. Столкнувшись с критикой со стороны поклонников Marvel Comics относительно изменения цвета кожи персонажа, актёр опубликовал статью в Entertainment Weekly под названием «Зачем я сжигаю цветной барьер», где призвал противников его назначения на роль быть более политкорректными, а также заверил зрителей, что им понравится его «чёрный Челове-факел». В интервью для The Young Folks Джордан признался, что хотя он и знал о персонаже с самого детства ему не пришлось готовиться к роли, поскольку он полагался на видение режиссёра Джоша Транка, с которым ранее работал над фильмом «Хроника» (2012).
Перед началом съёмок «Фантастической четвёрки» компания 20th Century Fox объявила о разработке сиквела, премьера которого была запланирована на 14 июля 2017 года. Тем не менее, из-за негативных отзывов рецензентов и кассового провала судьба фильма оставалась под вопросом. В мае 2016 года продюсер Саймон Кинберг подтвердил своё намерение снять «Фантастическую четвёрку 2» с тем же актёрским составом, в то время как Джордан был заинтересован в возвращении к роли Джонни Шторма. Кроме того, планировалось камео членов Фантастической четвёрки в картине «Дэдпул 2» 2018 года. 14 декабря 2017 года The Walt Disney Company согласовала сделку в $52,4 млрд по покупке 21st Century Fox, включая права на «Фантастическую четвёрку» от 20th Century Fox. Генеральный директор Disney Боб Айгер заявил, что Marvel Studios планирует интегрировать Фантастическую четвёрку наряду с Людьми Икс и Дэдпулом в свою киновселенную.

### Характеризация
В ответ на обвинения интернет-сообщества на изменение расы персонажа Джордан заявил: «Характерные черты Человека-факела таковы: его зовут Джонни Шторм, он харизматичен и он плейбой. Это всё». Актёр описал персонажей картины следующим образом: «Мы более или менее дети, которые попали в аварию и стали инвалидами. Мы должны свыкнуться с таким положением дел и попытаться жить как раньше всеми возможными способами»
Режиссёр описал персонажа как «умного, весёлого и харизматичного». Несмотря на то, что в комиксах Джонни и Сьюзан Шторм были кровными братом и сестрой, по версии фильма они стали сводными. Транк объяснил свою задумку сделать Сьюзан приёмным ребёнком интересом исследования смешанных семей, являющихся «нормой 21 века».
В рамках рекламной кампании «Фантастической четвёрки» на официальном сайте фильма было опубликовано описание персонажа: «Джонни — баламут и искатель острых ощущений, а также рок-звезда команды Фантастическая четвёрка. Его способности позволяют ему стрелять огненными шарами, летать с головокружительной скоростью и по-настоящему зажигать».

### Визуальные эффекты
За визуализацию способностей Человека-факела отвечала Moving Pictures Company (MPC). Специалистам потребовалось создать несколько образов персонажа — в момент активации способностей, в состоянии, когда его тело было целиком окутано огнём, а также с высоты птичьего полёта, когда он производил впечатление «огненного шара в небе». Сам Джордан носил светодиодный костюм, создававший интерактивное освещение. По словам руководителя отдела визуальных эффектов MPC Патрика Ледда перед командой стояла задача сохранить лицо актёра. В сценах с полётами MPC использовала цифрового двойника Джордана, созданного с помощью сканирования и фотограмметрии. Пламя было сгенерировано в программе Flowline.

## Биография

### Мутация, работа на правительство и основание Фантастической четвёрки
Джонни родился в семье доктора Франклина Шторма и был сводным братом Сьюзан Шторм. Он участвует в уличных гонок, в ходе которых попадает в аварию и ломает руку. Отец заявляет, что вернёт ему машину только если тот присоединиться к нему и Сью в работе над телепортирующим устройством. Неохотно согласившись, Джонни присоединяется к разработчикам из Фонда Бакстера и знакомится с молодым учёным Ридом Ричардсом. Команде удаётся создать телепорт, однако, вопреки их ожиданию, в качестве испытателей правительство решает взять сотрудников NASA. Джонни, Рид, Виктор фон Дум и Бен Гримм решают сохранить за собой право первооткрывателей и телепортируются в иную реальность, известную как Планета 0. Вернувшись обратно, Джонни, Рид и Бен, а также находившаяся в радиусе действия телепорта Сьюзан приобретают сверхсилы, из-за чего военные сажают их на карантин и подвергают различным экспериментам. Сбежать удаётся только Риду, в то время как из остальных правительство решает сделать живое оружие на госслужбе. Год правительство обнаруживает Рида и убеждает его помочь в активации Квантовых врат. Вернувшийся с Планеты 0 Виктор заявляет о своём намерении уничтожить Землю и убивает учёных, включая Франклина Шторма. Рид, Сью, Джонни и Бен прибегают к командной работе, чтобы остановить Дума и предотвратить разрушение Земли. Вернувшись, они решают работать вместе и отстаивают свою независимость у правительства. Ко всему прочему, Рид придумывает название для их группы.

## Критика
После объявления 20th Century Fox о назначении Майкла Б. Джордана на роль Джонни Шторма многие фанаты Marvel Comics были возмущены изменением расовой принадлежности персонажа. В интервью журналу Los Angeles Times режиссёр Джош Транк и соавтор сценария Саймон Кинберг призвали фанатов посмотреть фильм, прежде чем списывать его со счетов. Транк отметил, что полемика превратила его в «боксёрскую грушу», но также заявил, что приветствует дебаты: «Я всё понимаю. У меня есть много друзей старше меня, которые являются фанатами комиксов, и им очень трудно согласиться с переменами. Фантастическая четвёрка была с ними дольше, чем я существую. Она не была моей». Выбор актёра поддержали предыдущий исполнитель роли Джонни Шторма / Человека-факела из дилогии «Фантастическая четвёрка» Тима Стори Крис Эванс, а также один из создателей персонажа Стэн Ли.
Тодд Маккарти из The Hollywood Reporter оценил игру Джордана в первой половине фильма, однако затем выразил мнение, что потенциал актёра и его коллег по съёмочной площадке был потрачен впустую. В своей рецензии для Comic Book Resources Кристи Пучко отметила: «Джордану — к его чести — удалось придать своему Человеку-факелу немного остроты и забавного высокомерия, но имейте в виду: некоторые остроты, которые он выдал в трейлерах, остались на полу монтажной».
Впоследствии, с выходом фильма «Фантастическая четвёрка» многие зрители и фанаты изменили своё отношение к интерпретации персонажа и назвали Б. Джордана лучшей частью проекта. Также, после получения роли Эрика Киллмонгере в фильме Чёрная пантера (2018), действие которого происходит в рамках медиафраншизы «Кинематографическая вселенная Marvel», часть фанатского сообщества Marvel заявила, что Б. Джордану удалось искупить себя в области кинокомиксов.

### Награды и номинации
| Год  | Фильм                     | Награда         | Категория                                                              | Результат | Примечания |
| ---- | ------------------------- | --------------- | ---------------------------------------------------------------------- | --------- | ---------- |
| 2015 | «Фантастическая четвёрка» | CinemaCon Award | Награда ансамблю (с Джейми Беллом, Кейт Марой и Майлзом Теллером)      | Победа    | [ 30 ]     |
| 2016 | «Фантастическая четвёрка» | Razzie Award    | Худшее экранное комбо (с Джейми Беллом, Кейт Марой и Майлзом Теллером) | Номинация | [ 30 ]     |